# ダヴィ・ボニヤ
ダヴィ・ボニヤ（Davy Bonilla、1973年9月29日 - ）はフランス出身の騎手。香港における名前の中文表記は「龐利萊」。

## 来歴
1990年、フランス騎手の免許を取得。2000年と2001年にフランスリーディング3位となる。
2002年10月26日から11月25日まで日本中央競馬会 (JRA) の短期免許を初めて取得した。JRAでの初騎乗は10月26日京都競馬第7競走で4番人気のグレイスマッシュとなり10着であったが、11月24日、京都競馬のアンドロメダステークスをキーンランドスワンで制し初勝利を挙げた。2005年には第41回CBC賞をシンボリグランで制して重賞勝利を挙げた。

## おもな騎乗馬
- Golden Snake / ゴールデンスネイク（2000年オイロパ賞[1]）
- San Sebastian / サンセバスチャン（2000年カドラン賞[1]）
- キーンランドスワン（2002年アンドロメダステークス）
- Nicaron / ニカロン（2005年ドイチェスダービー）
- シンボリグラン（2005年オーロカップ、CBC賞）
- ユメロマン（2005年3歳以上500万下）
- Laverock / ラーヴロック（2006年イスパーン賞）
- Marchand d'Or / マルシャンドール（2006年、2007年、2008年モーリス・ド・ゲスト賞、2008年ジュライカップ）